# Dwingeloo 1
Dwingeloo 1 ist eine Balkenspiralgalaxie vom Typ SB(s)cd in einer Entfernung von etwa 10 Millionen Lichtjahren von unserem Sonnensystem. Die Galaxie befindet sich im Sternbild der Kassiopeia und liegt inmitten der galaktischen Ebene in der sogenannten Zone of Avoidance der Milchstraße, bekannt dafür, den galaktischen Hintergrund durch eine hohe Zahl an Sternen und interstellaren Staub zu verdecken. Die Masse und Größe der Spiralgalaxie Dwingeloo 1 sind dabei mit dem Dreiecksnebel vergleichbar.
Dwingeloo 1 besitzt die zwei bekannten Satellitengalaxien Dwingeloo 2 und MB 3 und ist Mitglied der Maffei-Gruppe, einer Galaxiengruppe in direkter Nachbarschaft zu unserer Lokalen Gruppe.

## Entdeckung

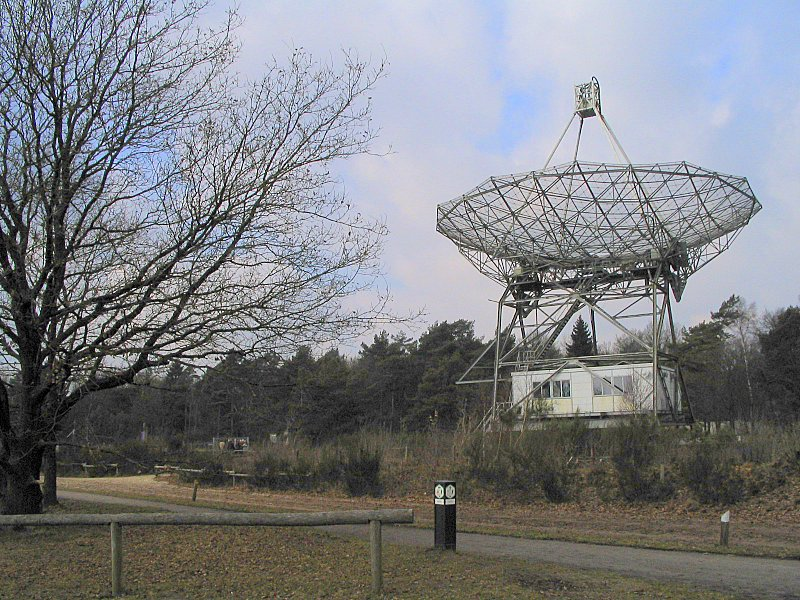
Das Dwingeloo-Radioteleskop in der Nähe des niederländischen Dorfes Dwingeloo

Dwingeloo 1 wurde im Jahr 1994 während der Durchmusterung des Dwingeloo Obscured Galaxy Survey (DOGS) entdeckt, die nach Anzeichen neutralen Wasserstoffgases in der sogenannten Zone of Avoidance der Milchstraße anhand seiner Radiowellenemissionen bei der 21 cm Emissionslinie suchte.
Die Galaxie wurde tatsächlich schon zuvor im selben Jahr bei der Durchmusterung des Palomar Sky Survey aufgenommen, wurde aber nicht als Galaxie erkannt, sondern als unbedeutende Besonderheit kategorisiert.
Dwingeloo 1 wurde auch noch im gleichen Jahr unabhängig von einem anderen astronomischen Forscherteam entdeckt, das mit dem Radioteleskop Effelsberg arbeitete.
Nach der Entdeckung wurde die Galaxie als Balkenspiralgalaxie klassifiziert, ihre Entfernung zu 3 Mpc bestimmt. In ihren Abmessungen wie Gesamtmasse und Größe ist sie in etwa mit dem Dreiecksnebel vergleichbar.
Seinen Namen bekam Dwingeloo 1 von dem Dwingeloo-Radioteleskop in den Niederlanden, das für die DOGS Durchmusterung genutzt wurde und mit dem die Galaxie als erstes entdeckt wurde.

## Entfernung und Gruppenmitgliedschaft
Dwingeloo 1 ist eine sehr stark durch den Milchstraßenvordergrund bedeckte Galaxie, was eine Entfernungsbestimmung äußerst schwierig macht. Erste Schätzungen wurden bald nach ihrer Entdeckung gemacht und basierten auf der Tully-Fisher-Beziehung und kamen auf 3 Mpc.
Spätere Messungen kamen auf leicht höhere Werte mit 3,5 bis 4,0 Mpc.
Im Jahr 1999 wurde eine Abschätzung veröffentlicht, die behauptete die Distanz mit 5 Mpc gemessen zu haben. Diese basierte auf der infraroten Tully-Fisher-Beziehung.
Stand 2011 ist die wahrscheinlichste Entfernung von Dwingeloo 1 näherungsweise wieder bei 3 Mpc, passend zu ihrer Mitgliedschaft zur Maffei-Gruppe.
Dwingeloo 1 besitzt zwei kleinere Satellitengalaxien. Die erste bekannt als Dwingeloo 2 ist eine irreguläre Zwerggalaxie, während die andere MB 3 wahrscheinlich eine sphäroidale Zwerggalaxie ist. Alle drei Galaxien sind Teil der Galaxiengruppe der Maffei-Gruppe.

## Eigenschaften

### Form
Als Balkenspiralgalaxie besitzt Dwingeloo 1 einen zentralen Balken und zwei sich klar abzeichnende Spiralarme, die im rechten Winkel vom Balken abgehen und sich gegen den Uhrzeigersinn winden. Die Länge der Arme beträgt bis zu 180°.
Die Scheibe der Galaxie ist im Bezug zum Beobachter mit einem Winkel von 50° geneigt.
Die Galaxie entfernt sich von der Milchstraße mit einer Geschwindigkeit von etwa 256 km/s.

### Zusammensetzung
Der sichtbare Radius von Dwingeloo 1 beträgt etwa 4,2 Bogenminuten, was bei einer Entfernung von 3 Mpc etwa absolut einem Wert von 4 kpc entspricht. Neutrales Wasserstoffgas kann bis zu 6 kpc oder 7,5 Bogenminuten hinaus beobachtet werden. Die Gesamtmasse bis zu letzterem wird zu etwa 31 Milliarden M☉. Damit beträgt sie ein Viertel der Gesamtmasse der Milchstraße.
Die Verteilung des neutralen Wasserstoffs ist dabei typisch für Balkenspiralen relativ flach mit einem Minimum im Zentrum der Galaxie oder entlang der Balken. Die Gesamtmasse des Gases in Dwingeloo 1 wird zu 370–450 Millionen M☉ abgeschätzt. Damit gehört diese Galaxie zu den gasärmeren Galaxien. Die Gesamtmasse molekularen Wasserstoffs ist dabei nicht höher als 10 % des gesamten neutralen Wasserstoffs. Beobachtungen im sichtbaren Bereich des Spektrums zeigen um die 15 H-II-Gebiete, die sich entlang der Spiralarme befinden.